# Stephanie Ninaus

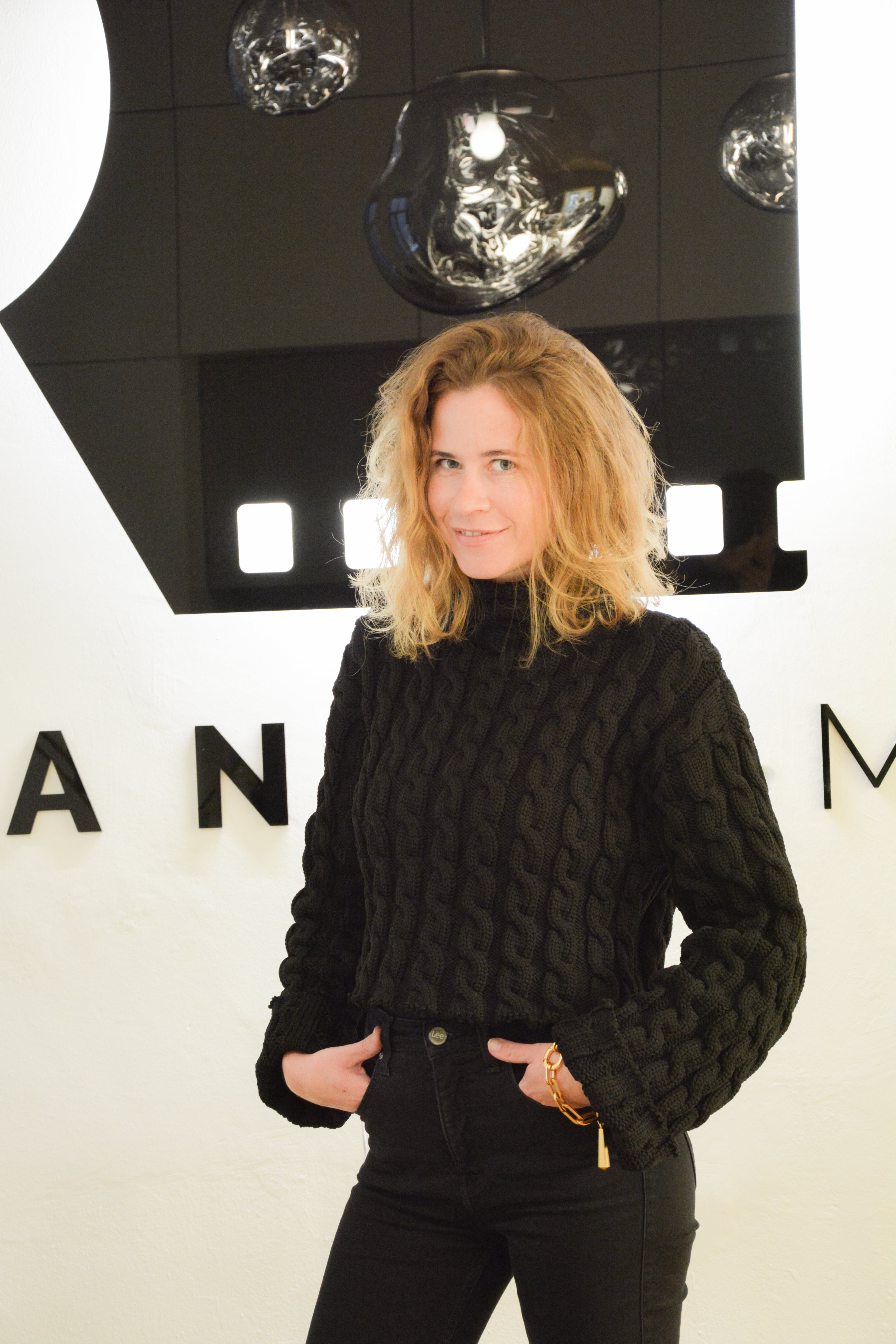
Stephanie Ninaus (2023)

Stephanie Ninaus (* 1987 in Graz (Steiermark)) ist eine österreichische Autorin, Regisseurin und Filmproduzentin. 

## Biografie
Ninaus wuchs in der Steiermark auf. Nach einem Studium der Theater-, Film und Medienwissenschaft in Wien arbeitete Stephanie Ninaus bei nationalen und internationalen TV-Produktionen als Autorin und Regisseurin.
Gemeinsam mit ihrem Bruder Matthias Ninaus leitet sie die Ninaus Media Group GmbH (NMG), zu der unter anderem die österreichische Produktionsgesellschaft RANFILM TV & Film Production GmbH zählt.
Ninaus arbeitet und lebt in Wien und Graz.

### Karriere
Als Produzentin und Geschäftsführerin der Filmproduktionsgesellschaft RANFILM, deren Firmenstandorte in Wien und Graz sind, realisiert Stephanie Ninaus jährlich rund 30 Produktionen für den nationalen sowie internationalen TV- und Filmmarkt. Neben ihrer Funktion als Produzentin betreut sie zahlreiche Produktionen als Autorin, Dramaturgin und Regisseurin. Ihre History-Fiction-Doku Habsburgs verkuppelte Töchter belegte 2024 einen Platz in den Top 10 der NETFLIX-Charts in Österreich und Deutschland.

## Filmografie (Auswahl)

### Als Autorin und Regisseurin
- 2013: Peter Rosegger – Der Poet der aus dem Walde kam[2] (TV-Dokumentation)
- 2015: Die geheimnisvolle Welt der Bäume[3] (TV-Dokumentation)
- 2015: Jakob[4] (Kurzspielfilm)
- 2016: Zum Himmel wir marschieren[5][6]
- 2017: Die Gärten der Habsburger[7] (TV-Doku-Zweiteiler)
- 2017: Die Adria der Habsburger[8] (TV-Dokumentation)
- 2019: Das Steirische Joglland[9] (TV-Dokumentation)
- 2020: Das Schöcklland[10] (TV-Dokumentation)
- 2020: Habsburgs verkuppelte Töchter[11][12] (TV-Dokumentation)

### Als Produzentin
- 2019: Leben unterm Himmelszelt – das Sölktal[13] (TV-Dokumentation)
- 2019: Österreichs und Südtirols Bergdörfer I[14] (TV-Doku-Serie)
- 2019: Burgen und Schlösser in Österreich Staffel I[15] (TV Doku-Serie)
- 2021: Die Habsburger in Mariazell[16] (TV-Dokumentation)
- 2021: Wo die Liebe stärker war[17] (TV-Dokumentation)
- 2021: Hudson - Journey Into The Wild[18] (TV-Dokumentation)
- 2021: Weihnachten im Kaiserhaus[19] (TV-Dokumentation)
- 2021: Bergwelten: Die Julischen Alpen[20] (TV-Dokumentation)
- 2021: Burgen und Schlösser in Österreich Staffel II[21] (TV-Doku-Serie)
- 2022: Der Süden der Habsburger – Von Istrien in die Toskana[22]  (TV-Doku-Serie)
- 2022: Österreichs und Südtirols Bergdörfer II[23] (TV-Doku-Serie)
- 2023: Österreichs und Südtirols Bergdörfer III[24] (TV-Doku-Serie)
- 2023: Burgen und Schlösser in Österreich – Staffel III[25] (TV-Doku-Serie)
- 2023: Semmering[26] (TV-Doku-Serie)
- 2023: King of the Valley (TV-Dokumentation)
- 2023: Frühling im Ennstal (TV-Dokumentation)

- 2023: Österreich – die ganze Geschichte[27][28] (TV-Doku-Serie)